# Greg Leffler
Greg Leffler (ur. 27 grudnia 1951 roku w Indianapolis) – amerykański kierowca wyścigowy.

## Życiorys
Leffler rozpoczął karierę w międzynarodowych wyścigach samochodowych w 1975 roku od gościnnych startów w USAC National Sprint Car Series, gdzie odniósł jedno zwycięstwo. Cztery lata później został mistrzem tej serii. W późniejszym okresie Amerykanin pojawiał się także w stawce IMCA Sprint Car Championship, USAC National Silver Crown, USAC National Championship, CART Indy Car World Series, USAC National Midget Series, Indianapolis 500 oraz USAC Gold Crown Championship.
W CART Indy Car World Series Leffler startował w latach 1980-1984. Najlepszy wynik Amerykanin osiągnął w 1982 roku, kiedy uzbierane 27 punktów dało mu 23. miejsce w klasyfikacji generalnej.